# Бостандицький сільський округ (Таласький район)
Бостанди́цький сільський округ (каз. Бостандық ауылдық округі, рос. Бостандыкский сельский округ) — адміністративна одиниця у складі Таласького району Жамбильської області Казахстану. Адміністративний центр — село Бостандик.
Населення — 1826 осіб (2021; 1984 у 2009, 2059 у 1999, 2448 у 1989).
Станом на 1989 рік існувала Бостандицька сільська рада (села Бостандик, Талапти). 1997 року до складу округу було приєднано Аккумський сільський округ та Шакіровський сільський округ, однак 2001 року вони були відновлені.

## Склад
До складу округу входять такі населені пункти:
| Населений пункт | Старі назви | Населення, осіб (1989) | Населення, осіб (1999) | Населення, осіб (2009) | Населення, осіб (2021) |
| --------------- | ----------- | ---------------------- | ---------------------- | ---------------------- | ---------------------- |
| Бостандик, село | -           | 2037                   | 1570                   | 605                    | 1290                   |
| Талапти, село   | -           | 411                    | 489                    | 1379                   | 536                    |